# Garage Demy
Garage Demy (Jacquot de Nantes) è un film del 1991 diretto da Agnès Varda.